# Igor Protti
Igor Protti (24. září 1967 Rimini, Itálie) je sportovním ředitelem a bývalý italský fotbalový útočník. V dresu Bari byl nejlepším střelcem ligy v sezoně 1995/96 a také ve 2. a 3. lize jako hráč Livorna. Ještě jako hráč se stal mluvčím Unicefu a po kariéře dne 27. března 2007 obdržel čestné občanství Livorna a následující den také v Bari.

## Kariéra

### Fotbalová
Fotbalovou kariéru začal v rodném Rimini a první zápas za dospělé odehrál již v 16 letech 27. května 1984. Po dvou letech odešel do Livorna, kde zůstal tři roky. Po ročním období hostování ve Virescit Bergamo byl koupen Messinou, se kterou debutoval ve 2. lize a během tří let zaznamenal 31 gólů.
V roce 1992 odešel do Bari kde nejprve dva roky hrál 2. ligu. Poté postoupil s týmem do Serie A, kde vstřelil první prvoligovou branku. 
V sezoně 1995/96 vstřelil 24 branek, které mu společně s Signorim vynesl titul nejlepšího střelce v lize. Jeho góly však nestačily k záchraně a tak sestoupil (nikdy v historii italské ligy neměl sestupující tým nejlepšího střelce ligy). I tak se dostal do hledáčku týmu a nakonec byl prodán do Lazia za 7 miliard lir.
V hlavním městě Itálie se ale neprosadil. Zahrál si o pohár UEFA a v lize vstřelil 7 branek a pomohl klubu ke 4. místu. Po sezoně odešel do Neapole, kde nastupoval s číslem 10. Byl tak posledním hráčem který skóroval s tímto číslem, protože v roce 2000 se rozhodli na počest Maradony jej vyřadit. V lize se prosadil 4 krát, ale s týmem sestoupil, když se umístil na posledním místě. Vrátil se do Lazia, kde slavil vítězství v italském superpoháru, ale v říjnu byl odeslán do druholigové Reggiany se kterou sestoupil. 
V létě 1999 odešel do třetiligového Livorna, kde se stal v sezoně 2000/01 s 20 góly nejlepším střelcem. V následující sezóně zopakoval svůj předchozí úspěch tím, že se podruhé za sebou stal nejlepším střelcem a zaznamenal absolutní rekord v počtu branek v Serii C: 27 (titul sdílený s Christianem Riganòem, který jej získal ve stejném roce). S týmem postoupil po 31 letech do 2. ligy a v sezoně 2002/03 se stal s 23 góly nejlepším střelcem a stal se tak (spolu s Hübnerem), který vyhrál ve všech profesionálních lig. V následující sezoně se stal s 24 góly třetím nejlepším střelcem a pomohl k postupu po 54 letech do Serie A.
V sezoně 2004/05 vstřelil ve věku 37 let 6 branek. Během sezóny oznámil ukončení fotbalové kariéry a poslední branku vstřelil v posledním zápase proti Juventusu (2:2). Dne 21. prosince 2005 v utkání Livorno–Milán byl na jeho počest vyřazen dres s číslem, ale v létě 2007 souhlasil s nošením.

### Manažerská
Po fotbalové kariéře se stal trenérem mládeže a v létě 2015 se stal sportovním ředitelem Tuttocuoio, kde vydržel necelí rok. V létě 2016 se stal manažerem Livorna, kde vydržel do sezony 2018/19. Opět do Livorna se vrátil po obnově klubu v létě 2021. V klubu zůstal do sezony 2022/23.

## Statistika
| Sezóna            | Klub              | Liga              | Liga   | Liga | Ligové poháry | Ligové poháry | Ligové poháry | Kontinentální poháry | Kontinentální poháry | Kontinentální poháry | Celkem | Celkem |
| Sezóna            | Klub              | Soutěž            | Zápasy | Góly | Soutěž        | Zápasy        | Góly          | Soutěž               | Zápasy               | Góly                 | Zápasy | Góly   |
| ----------------- | ----------------- | ----------------- | ------ | ---- | ------------- | ------------- | ------------- | -------------------- | -------------------- | -------------------- | ------ | ------ |
| 1983/84           | Rimini            | Serie C1          | 2      | 0    | -             | 0             | 0             | -                    | 0                    | 0                    | 2      | 0      |
| 1984/85           | Rimini            | Serie C1          | 5      | 0    | -             | 0             | 0             | -                    | 0                    | 0                    | 5      | 0      |
| Celkem za Rimini  | Celkem za Rimini  | Celkem za Rimini  | 7      | 0    | -             | 0             | 0             | -                    | 0                    | 0                    | 7      | 0      |
| 1985/86           | Livorno           | Serie C1          | 25     | 2    | -             | 0             | 0             | -                    | 0                    | 0                    | 25     | 2      |
| 1986/87           | Livorno           | Serie C1          | 21     | 1    | -             | 0             | 0             | -                    | 0                    | 0                    | 21     | 1      |
| 1987/88           | Livorno           | Serie C1          | 29     | 9    | IP            | 5             | 3             | -                    | 0                    | 0                    | 34     | 12     |
| 1988/89           | Virescit Bergamo  | Serie C1          | 31     | 10   | IP            | 3             | 0             | -                    | 0                    | 0                    | 34     | 10     |
| 1989/90           | Messina           | Serie B           | 36     | 12   | IP            | 4             | 3             | -                    | 0                    | 0                    | 40     | 15     |
| 1990/91           | Messina           | Serie B           | 35     | 9    | IP            | 3             | 1             | -                    | 0                    | 0                    | 38     | 10     |
| 1991/92           | Messina           | Serie B           | 35     | 10   | IP            | 1             | 0             | -                    | 0                    | 0                    | 36     | 10     |
| Celkem za Messinu | Celkem za Messinu | Celkem za Messinu | 105    | 31   | -             | 8             | 4             | -                    | 0                    | 0                    | 113    | 35     |
| 1992/93           | Bari              | Serie B           | 33     | 9    | IP            | 4             | 5             | -                    | 0                    | 0                    | 37     | 14     |
| 1993/94           | Bari              | Serie B           | 18     | 6    | IP            | 1             | 0             | -                    | 0                    | 0                    | 19     | 6      |
| 1994/95           | Bari              | Serie A           | 28     | 7    | IP            | 1             | 0             | -                    | 0                    | 0                    | 29     | 7      |
| 1995/96           | Bari              | Serie A           | 33     | 24   | IP            | 1             | 0             | -                    | 0                    | 0                    | 34     | 24     |
| Celkem za Bari    | Celkem za Bari    | Celkem za Bari    | 112    | 46   | -             | 7             | 5             | -                    | 0                    | 0                    | 119    | 51     |
| 1996/97           | Lazio             | Serie A           | 27     | 7    | IP            | 3             | 0             | PU                   | 4                    | 0                    | 34     | 7      |
| 1997/98           | Neapol            | Serie A           | 27     | 4    | IP            | 4             | 2             | -                    | 0                    | 0                    | 31     | 6      |
| 1998              | Lazio             | Serie A           | 2      | 0    | IP+IS         | 1+0           | 0             | PVP                  | 0                    | 0                    | 3      | 0      |
| Celkem za Lazio   | Celkem za Lazio   | Celkem za Lazio   | 29     | 7    | -             | 4             | 0             | -                    | 4                    | 0                    | 37     | 7      |
| 1998/99           | Reggiana          | Serie B           | 24     | 8    | -             | 0             | 0             | -                    | 0                    | 0                    | 24     | 8      |
| 1999/00           | Livorno           | Serie C1          | 26     | 11   | -             | 0             | 0             | -                    | 0                    | 0                    | 26     | 11     |
| 2000/01           | Livorno           | Serie C1          | 36+4   | 20+2 | -             | 0             | 0             | -                    | 0                    | 0                    | 40     | 22     |
| 2001/02           | Livorno           | Serie C1          | 31     | 27   | IP            | 1             | 0             | -                    | 0                    | 0                    | 32     | 27     |
| 2002/03           | Livorno           | Serie B           | 37     | 23   | IP            | 3             | 3             | -                    | 0                    | 0                    | 40     | 26     |
| 2003/04           | Livorno           | Serie B           | 46     | 24   | IP            | 1             | 1             | -                    | 0                    | 0                    | 47     | 25     |
| 2004/05           | Livorno           | Serie A           | 27     | 6    | IP            | 3             | 1             | -                    | 0                    | 0                    | 30     | 7      |
| Celkem za Livorno | Celkem za Livorno | Celkem za Livorno | 282    | 125  | -             | 13            | 8             | -                    | 0                    | 0                    | 295    | 133    |
| Celkově           | Celkově           | Celkově           | 617    | 231  | -             | 39            | 19            | -                    | 4                    | 0                    | 660    | 250    |

## Úspěchy

### Klubové

#### Národní
- vítěz italského superpoháru (1x)

Lazio: 1998

### Individuální
- 1x nejlepší střelec 1. italské ligy (1995/96 – 24 branek)
- 1x nejlepší střelec 2. italské ligy (2002/03 – 23 branek)
- 1x nejlepší střelec 3. italské ligy (2000/01 – 20 branek, 2001/02 – 27 branek)